# Sommer-Universiade 2017/Tischtennis
Bei der Sommer-Universiade 2017 wurden vom 22. bis 29. August 2017 insgesamt sieben Wettbewerbe im Tischtennis ausgetragen. Diese umfassten jeweils ein Einzel für Frauen und Männer sowie Doppelkonkurrenzen für Frauen, Männer und ein Mixed. Zudem wurden zwei Mannschaftswettbewerbe ausgetragen.

## Medaillen
|              | Gold                          | Silber                         | Bronze                          |
| ------------ | ----------------------------- | ------------------------------ | ------------------------------- |
| Herreneinzel | Masataka Morizono             | Chen Chien-An                  | Pak Sin-hyok                    |
| Herreneinzel | Masataka Morizono             | Chen Chien-An                  | Alexandre Robinot               |
| Dameneinzel  | Jeon Ji-hee                   | Cheng I-Ching                  | Kim Song-i                      |
| Dameneinzel  | Jeon Ji-hee                   | Cheng I-Ching                  | Bernadette Szőcs                |
| Herrendoppel | Masataka Morizono Yūya Ōshima | Jang Woo-jin Lim Jong-hoon     | Chen Chien-An Chiang Hung-Chieh |
| Herrendoppel | Masataka Morizono Yūya Ōshima | Jang Woo-jin Lim Jong-hoon     | Lee Chia-Sheng Liao Cheng-Ting  |
| Damendoppel  | Ayami Narumoto Rei Yamamoto   | Cha Hyo-sim Kim Nam-hae        | Minami Ando Rika Suzuki         |
| Damendoppel  | Ayami Narumoto Rei Yamamoto   | Cha Hyo-sim Kim Nam-hae        | Jeon Ji-hee Lee Eun-hye         |
| Mixed-Doppel | Jang Woo-jin Jeon Ji-hee      | Kazuhiro Yoshimura Minami Ando | Liao Cheng-Ting Chen Szu-yu     |
| Mixed-Doppel | Jang Woo-jin Jeon Ji-hee      | Kazuhiro Yoshimura Minami Ando | Pak Sin-hyok Kim Nam-hae        |
| Herrenteam   | Volksrepublik China           | Japan                          | Chinesisches Taipeh             |
| Herrenteam   | Volksrepublik China           | Japan                          | Südkorea                        |
| Damenteam    | Südkorea                      | Japan                          | Chinesisches Taipeh             |
| Damenteam    | Südkorea                      | Japan                          | Volksrepublik China             |